# Боама
Боа́ма або Бао́ма (англ. Boama, Baoma) — одне із 15 вождівств округу Бо Південної провінції Сьєрра-Леоне. Адміністративний центр — село Яманду.
Населення округу становить 45385 осіб (2015; 47748 в 2008, 50937 в 2004).

## Адміністративний поділ
У адміністративному відношенні вождівство складається з 8 секцій:
| № | Назва         | Оригінальна назва | Площа, км² | Населення, осіб (2008) | Адміністративний центр |
| - | ------------- | ----------------- | ---------- | ---------------------- | ---------------------- |
| 1 | Бамбаво       | Bambawo           | -          | 14994                  | Ґерігун                |
| 2 | Верхнє Паталу | Upper Pataloo     | -          | 9372                   | -                      |
| 3 | Кімая         | Kimaya            | -          | 13932                  | -                      |
| 4 | Маводже       | Mawojeh           | -          | 9450                   | -                      |
| 5 | Нджейма       | Njeima            | -          | 9372                   | -                      |
| 6 | Нижнє Паталу  | Lower Pataloo     | -          | 13932                  | -                      |
| 7 | Сонна         | Sonnah            | -          | 14994                  | -                      |
| 8 | Фаллай        | Fallay            | -          | 9450                   | Яманду                 |